# The Visit (2015)
The Visit is een Amerikaanse mystery-thriller uit 2015 geschreven, geproduceerd en geregisseerd door M. Night Shyamalan. Hoofdrollen worden gespeeld door Olivia DeJonge, Ed Oxenbould, Deanna Dunagan, Peter McRobbie en Kathryn Hahn. In de Verenigde Staten kwam de film uit op 11 september 2015.

## Verhaal
Wanneer Loretta en haar nieuwe vriend op cruise gaan, stuurt ze haar kinderen Rebecca en Tyler naar haar moeder en vader ondanks het feit dat de kinderen hun grootouders nooit hebben gezien en Loretta al vijftien jaar geen contact meer met haar ouders heeft.
Eenmaal aangekomen bij de afgelegen boerderij vertellen "Nana" Dora en "Pop Pop" John aan hun kleinkinderen dat ze de kelder niet mogen betreden omdat er giftige stoffen zijn. Verder mogen ze na 21:30 uur hun slaapkamer niet verlaten.
Rebecca en Tyler vinden het gedrag van hun grootouders vreemd en vragen zich af wat er met de vrouw is gebeurd die eerder het huis betrad, maar nooit heeft verlaten. Daarom plaatst Rebecca een verborgen camera in het huis. Dora vindt de camera, neemt een groot mes en tracht in de kamer van de kinderen in te breken, wat haar niet lukt.
Rebecca en Tyler laten via Skype de 'grootouders' zien aan hun moeder. Zij is verbaasd: Dora en John zijn niet haar ouders. Daarop trachten de kinderen het huis te ontvluchten waarbij ze in de kelder belanden. Daar vinden ze de restanten van hun echte grootouders. Verder achterhalen ze dat John en Dora ontsnapte patiënten zijn van een psychiatrische instelling. John grijpt Rebecca en sluit haar op bij de kanibalistische Dora. Rebecca steekt een glasscherf in het lichaam van Dora en ontsnapt. Tyler laat John struikelen en doodt hem met de ijskastdeur. De kinderen ontsnappen uit het huis op het ogenblik dat hun moeder en de politie arriveren.

## Rolverdeling
| Acteur              | Personage       |
| ------------------- | --------------- |
| Olivia DeJonge      | Rebecca Jamison |
| Ed Oxenbould        | Tyler Jamison   |
| Kathryn Hahn        | Loretta Jamison |
| Deanna Dunagan      | Nana Dora       |
| Peter McRobbie      | Pop Pop John    |
| Benjamin Kanes      | Robert          |
| Celia Keenan-Bolger | Stacey          |
| Patch Darragh       | Dr. Sam         |

## Productie
De film werd onder de werktitel Sundowning opgenomen op diverse locaties in Pennsylvania waaronder Royersford, Chester Springs en Chestnut Hill.
Shyamalan gaf toe dat er problemen waren met de montage van de film. Een eerste versie bevatte te veel elementen van een art film en te weinig horror. Een tweede versie werd te komisch ervaren.